# Porsche Holding
Porsche Holding GmbH – austriacka przedsiębiorstwo zajmujące się sprzedażą samochodów marki Porsche oraz marek należących do Volkswagena, jak również usługami finansowymi.

## Struktura
1. Handel hurtowy (samochody marki Porsche, marki należące do VW)
2. Handel detaliczny (samochody marki Porsche, marki należące do VW, inne marki)
3. Usługi finansowe

Przedsiębiorstwo działa na terenie: Austrii, Węgier, Słowacji, Słowenii, Rumunii, Czech, Niemiec, Polski, Francji, Chorwacji, Holandii, Włoch, Serbii i Bułgarii.
Porsche Holding należy w 100% do rodziny Porsche oraz Piech.